# Любомир Бобевски
Любомир Николов (Хаджиниколов) Хаджистоянов Бобевски е български поет и писател. По негови стихове са композирани 95 войнишки маршови песни. Сътрудничи на многобройни вестници и списания на македонските българи.

## Биография
Любомир Бобевски е роден на 9 ноември 1878 година в град Тетевен. Баща му хаджи Никола Бобевски е опълченец-поборник в Руско-турската война (1877 – 1878) и е награден с 11 ордена.
Проявява литературни интереси още като ученик. През 1897 година е отпечатано първото му стихотворение „Басня“. Записва специалност филология в Софийския университет (1899). Сътрудничи на вестници и списания.
През 1899 – 1900 г. е редактор на вестник „Юнак“ и във всеки брой помества родолюбиви статии за Македония, дописки за положението на българското население, останало под турска власт. Още като студент публикува горещ призив - покана за митинг против дългото задържане на Борис Сарафов и другарите му в затвора. Арестуван е ден преди митинга, който все пак се състои, съпроводен с арести (в затвора при Любомир Бобевси попада и участвалият в митинга Симеон Радев).
През 1900 година издава разказите си „След войната – война“, а през следващите години излизат стихосбирката „Детски рози“ и пътеписите „Пътуване пешком от София до Париж“.
Темата за съдбата на Македония продължава да го вълнува и след 1912 година написва стотици стихотворения, изразяващи чувствата и настоенията на българския народ. По време на Междусъюзническата война пише стихотворението „Съюзници – разбойници“, което музиката на Иван Скордев превръща в песен. Тя изиграва, по думите на Кирил Христов Совичанов, през 1915 – 1918 година „паметна роля, като замести националния ни химн“. Друго стихотворение – „Едничък вик се чуй“ („Ний българи сме, с чест и слава днес кичим нашата държава“, вдъхновява Добри Христов да напише музиката.
Мобилизиран е по време на Първата световна война. Поради недъг в ръката получава назначение „колар” в огнестрелния парк. След това е преведен във военната цензура, където се запознава се с маестро Георги Атанасов. Сприятеляват се и заедно създават творбата „Гергана”, поставена през 1917 г. Посещава литературно-историческата мисия на Северния и Южния фронт. 
Дългогодишен сътрудник на вестниците и списанията на македонските българи: „Реформи“, „Независима Македония“, „Илиндень“, „Македонска трибуна“ (излизащ в Америка), „Илюстрация Илиндень“ и други.
Стихотворението му „Добруджански край“, с музиката на Александър Кръстев, се превръща в любима песен и марш на цяла България в продължение на 30 години – от 1914 г., когато е създаден, до 1944 г., когато е забранен.
Почетен член на Вътрешната добруджанска революционна организация.
Умира на 18 декември 1960 година в София.

## Произведения
- Либретото на операта на Г. Атанасов „Гергана“ (1917).
- текста на марша на българските авиатори – „Родни летци“,
- текста на химна „Съюзници – разбойници“,
- стихотворението „Героите на Дойран“, по което маестро Камен Луков създава Марш на Тридесет и четвърти пехотен троянски полк. [2],
- текста на марша „О, Добруджански край“.

Издава стихосбирките:

- „Песни за Добруджа“ (1919),
- „Родни скрижали“ (1934),
- „Златен век“ (1943)

По негови стихове са композирани 95 войнишки маршови песни.
През 1957 година книгите му „Възкресна нощ. Сценки“ (1925), „Епопеи“ (1927), „Под сянката на меча 1912 – 1917“ (1917), „Родино моя“ (1926), „Родни скрижали“ (1934), „Свобода или смърт“ (1932) и „Синът на героя-инвалид“ (1934) са включени в Списъка на вредната литература.
Паметник на марша „О, Добруджански край“ е открит в Каварна (2007). На мраморна разтворена книга е изписан текстът на добруджанския химн – на български и английски език.